# 대전대암초등학교
대전대암초등학교는 대한민국 대전광역시 동구에 있는 공립 초등학교이다.

## 학교 연혁
- 1993.03.01 대전대암국민학교 개교
- 1995.03.01 동부교육청 상담교사제 시범학교 운영
- 1996.03.01 대전대암초등학교로 교명 개칭
- 1997.03.01 동부교육청 학습부진아지도 시범학교 운영
- 2000.06.30 다목적교실 증축 개관
- 2006.03.01 교육인적자원부 방과후학교 시범학교 운영
- 2007.12.20 운동장 우레탄 및 양치실 준공
- 2011.09.20 보건실 현대화 사업
- 2012.07.20 후동 교실 및 복도 리모델링 사업
- 2014.02.21 제21회 졸업(44명, 총 4,068명)
- 2014.03.01 14학급 편성(특수학급 1포함)
- 2015.02.13 제22회 졸업(60명, 총 4,128명)
- 2015.03.01 13학급 편성(특수학급 1포함)

## 학교 상징
- 교화 - 개나리 : 서로 돕는 따뜻한 마음(골든벨, golden-bell) 즉 황금종으로는 이름으로 불리며, 화사하고 귀여운 노랑꽃이 다 지나고 나면 파릇파릇한 새싹이 돋아 왕성한 생장활동을 시작하여 봄을 알리고 천지에 따뜻한 기운을 전한다.
- 교목 - 소나무 : 늘 푸른 굳센 의지

## 참고 자료
- 대전대암초등학교 - 한국교육학술정보원 학교알리미